# (73578) 6277 P-L
(73578) 6277 P-L – planetoida z pasa głównego asteroid okrążająca Słońce w ciągu 5,42 lat w średniej odległości 3,09 j.a. Odkryta 24 września 1960 roku.